# Ernst von Schiller

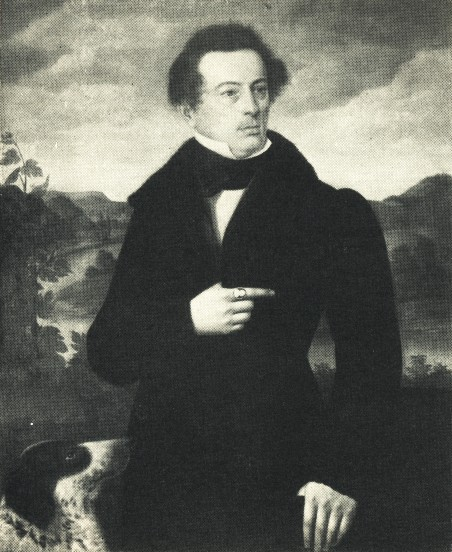
Wilhelm Bracht: Ernst von Schiller (1831)

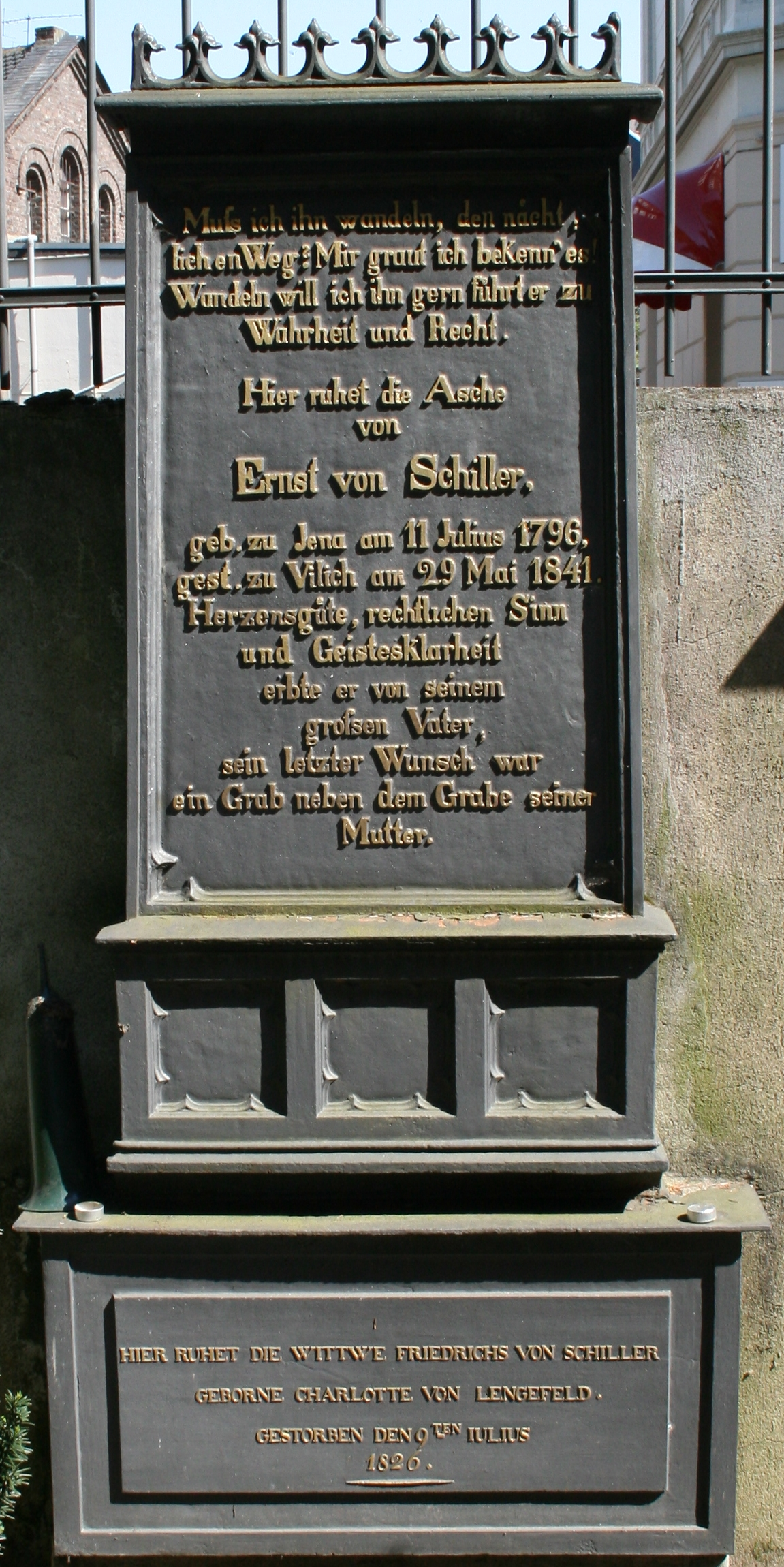
Grab

Ernst Friedrich Wilhelm von Schiller (* 11. Juli 1796 in Jena; † 19. Mai 1841 in Vilich, heute ein Stadtteil von Bonn) war ein deutscher Richter in der Rheinprovinz. Er war der zweitälteste Sohn von Friedrich von Schiller und Charlotte von Schiller.

## Leben
Schiller studierte Rechtswissenschaft an der Universität Jena und wurde 1815 im Corps Saxonia Jena (I) aktiv. Dort wurde er jedoch aufgrund seiner Begeisterung für die burschenschaftlichen Gedanken um Ostern 1815 ausgeschlossen. Darauf war er an der Erarbeitung der Verfassung der Urburschenschaft beteiligt, der er sich anschloss. 1819 wurde er Assessor beim Kreisgericht in Köln. 1823 heiratete er in St. Remigius (Bonn) Magdalena v. Pfingsten verw. v. Mastiaux aus einer wohlhabenden Familie. Er erhielt 1828 eine Anstellung am Landgericht Trier und wurde 1835 Appellationsgerichtsrat am Rheinischen Appellationsgerichtshof. Immer wieder besuchte er den Familiensitz in Bonn. Wie sein Vater litt er an einer Lungentuberkulose. Er starb in noch jüngerem Alter und wurde auf dem Alten Friedhof Bonn neben seiner Mutter bestattet. Da das Grab für zwei Särge zu schmal war, wurde sein Sarg auf den der Mutter aufgesetzt, worauf dieser einbrach.
Die Inschrift auf der Grabstätte lautet:
Muß ich ihn wandeln, den nächt-

lichen Weg? Mir graut ich bekenn’ es!

Wandeln will ich ihn gern führt er zu

Wahrheit und Recht

Herzensgüte,

rechtlichen Sinn

und Geistesklarheit

erbte er von seinem

großen Vater, sein letzter Wunsch war

ein Grab neben dem Grabe seiner Mutter
Nach Ernst von Schiller ist die Schillerstraße im Bonner Ortsteil Vilich benannt.